# Terence Stansbury
Pour les articles homonymes, voir Stansbury.
Terence Stansbury (né le 27 février 1961 à Los Angeles, Californie) est un ancien joueur américain de basket-ball.

## Biographie
Arrière d'1,96 m issu des Owls de Temple, Terence Stansbury les conduit à une année avec 26 victoires pour seulement 5 revers et il réussit au premier tour du tournoi final le tir de la victoire (65-63) face à St. John's  et Chris Mullin, mais malgré ses 26 points, le Owls tombent aux face aux Tar Heels de Michael Jordan 77 à 66 au tour suivant.
Il est sélectionné en 15e position par les Mavericks de Dallas lors de la draft 1984, mais est transféré aux Pacers de l'Indiana. Il joue trois saisons (1984 à 1987) en NBA sous les maillots des Pacers (6,9 points de moyenne en 148 rencontres dont 31 dans le cinq de départ) et des SuperSonics de Seattle. Il inscrit 1200 points en NBA et participa à trois reprises au Slam Dunk Contest.
En 1985, il est troisième du concours, avec un dunk réussi en sautant au-dessus d'un coéquipier assis sur une chaise, derrière Dominique Wilkins et Michael Jordan, mais il devance Julius Erving, Larry Nance, Darrell Griffith et Clyde Drexler lors d'une compétition très relevée. Il participe encore les deux années suivantes au concours, mais est trop souvent réduit à cette figure, ce qui favorise son exil en Europe à la recherche d'un rôle plus valorisant.
Après une saison gâchée par les blessures à Seattle (4,0 points en 44 rencontres), il commence son parcours européen à Bois-le-Duc en Hollande. « Ce n'était pas, bien sûr, la NBA. Mais dix fois mieux qu'être en CBA, peut-être cent fois mieux selon le pays et l'équipe. »
Après une saison aux Pays-Bas et deux en Belgique, il arrive en France où il évolue à Levallois de 1989 à 1995. Il obtient la nationalité française. Il ne joue pas lors de la saison 1995-1996, puis se rend en Israël, en USBL, en Grèce à l'AEK Athènes lors de la saison 1997-1998 et revient de France la saison suivante au Mans. Il signe un contrat d'un mois à Strasbourg, puis finit la saison à Houthalen en Belgique. Il signe ensuite à Hasselt, puis termine sa carrière aux Pays-Bas à Weert.
Il devient ensuite entraîneur, notamment en Finlande, puis au Luxembourg au Black Star Mersch, au Racing Luxembourg et au BBC AS Soleuvre.
Sa fille, Tiffany Stansbury, a joué en WNBA, notamment pour le Lynx du Minnesota.